# Armstrong Siddeley
 (février 2021).
Si vous disposez d'ouvrages ou d'articles de référence ou si vous connaissez des sites web de qualité traitant du thème abordé ici, merci de compléter l'article en donnant les références utiles à sa vérifiabilité et en les liant à la section « Notes et références ».

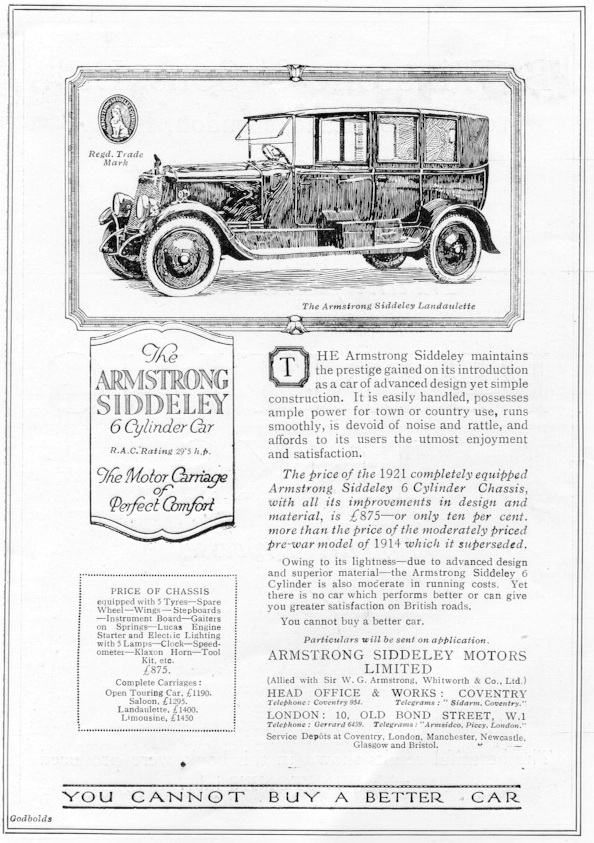
Réclame de 1925 pour la Landaulette, berline de 30 CV et 5 l.

Armstrong Siddeley était une société anglaise spécialisée dans la production de voitures et d'avions, créée en 1919 après le rachat de Siddeley-Deasy, un fabricant de belles voitures, par Armstrong Whitworth.
La compagnie a poursuivi après cette fusion une politique de qualité, et, si elle est surtout connue pour la production de véhicules de luxe et de moteurs d'avion, elle a aussi produit des boîtes de vitesses pour les chars et les autobus, des moteurs de fusées et de torpilles, et des wagons. La production automobile s'est poursuivie lors des fusions et acquisitions d'entreprises avec Hawker Aviation et Bristol Aero Engines ont vu la poursuite de la production automobile, mais elle a finalement cessé en août 1960.
La société a été absorbée en 1960 par le groupe Rolls-Royce, qui s'intéressait aux activités des avions et des moteurs d'avions. Subséquemment, les pièces de rechange restantes et tous les intérêts automobiles ont été vendus à l'Armstrong Siddeley Owners Club Ltd, qui détient maintenant les brevets, dessins, droits d'auteur et marques de commerce, y compris le nom d'Armstrong Siddeley.

## Historique

### Siddeley Autocars
Siddeley Autocars, de Coventry, a été fondée par John Davenport Siddeley (1866-1953) en 1902. Ses produits étaient fortement basés sur des Peugeot, en utilisant beaucoup de leurs pièces, mais équipé de carrosseries anglaises. Cette société a fusionné avec Wolseley en 1905 et a construit des modèles de prestige sous le nom Wolseley-Siddeley. Ils ont été utilisés par la reine Alexandra et le duc d'York, qui deviendra plus tard le roi George V.

### Siddeley-Deasy
En 1909, J.D. Siddeley a démissionné de Wolseley et a repris Deasy Motor Company, et l'entreprise est devenue Siddeley-Deasy. En 1912, les voitures ont utilisé le slogan «aussi silencieux que le Sphinx» et ont commencé à faire du Sphinx un ornement de capot, un symbole qui est devenu synonyme de compagnies descendantes. Au cours de la Seconde Guerre mondiale, la société a produit des camions, des ambulances et des voitures de fonction. En 1915, les cellules et les aéro-moteurs ont également commencé à être produits.

### Armstrong Siddeley
En avril 1919, Siddeley-Deasy a été acheté par Armstrong Whitworth Development Company de Newcastle sur Tyne, et en mai 1919, est devenu Armstrong Siddeley Motors Ltd, une filiale avec J.D. Siddeley en tant que directeur général. En 1927, Armstrong Whitworth a fusionné avec Vickers ses actifs d'ingénierie lourde pour former Vickers-Armstrongs. À ce stade, J.D. Siddeley a pris Armstrong Siddeley et Armstrong Whitworth Aircraft sous son contrôle. En 1928, Armstrong Siddeley Holdings a acheté Avro à Crossley Motors. Cette même année, Siddeley s'est associée à Walter Gordon Wilson, inventeur de la boîte de vitesses à présélection, pour créer Improved Gears Ltd, qui deviendra plus tard Auto-Changing Gears. Cette boite de vitesses a à son crédit d'avoir permis le slogan marketing «Cars for the daughters of gentlemen " (Des voitures pour les filles de gentilshommes).
Armstrong Siddeley a fabriqué des voitures de luxe, des moteurs d'avion et plus tard des avions. En 1935, les parts de J.D. Siddeley ont été achetées pour 2 millions de £ par Tommy Sopwith, propriétaire de Hawker Aircraft, pour former, avec la Gloster Aircraft Company et Air Training Services, Hawker Siddeley, qui sera célèbre dans la production d'avions britanniques. Armstrong Whitworth Aircraft est devenu une filiale de Hawker. Le pionnier de l'aviation Thomas Octave Murdoch Sopwith - Tommy, plus tard Sir Thomas, Sopwith - est devenu président d'Armstrong Siddeley Motors, une filiale de Hawker Siddeley.
Armstrong Siddeley fusionne ensuite avec Bristol Aero Engines pour former Bristol Siddeley dans le cadre d'une rationalisation, sous l'influence gouvernementale, des constructeurs britanniques d'avions et de moteurs d'avions. Armstrong Siddeley a produit ses dernières voitures en 1960. Bristol Siddeley et Rolls-Royce ont fusionné en 1966, le second absorbant le premier qui restera pendant quelque temps comme une division de moteurs d'avion au sein de Rolls-Royce.
En juin 1972, Rolls-Royce Ltd a vendu à l'Armstrong Siddeley Owners Club Ltd. tout le stock de pièces de rechange automobiles, ainsi que tous les brevets, spécifications, dessins, catalogues et le nom d'Armstrong Siddeley Motors Ltd. De ce fait, «Armstrong Siddeley» et l'"AS Sphinx Logo" deviennent propriété de l'Armstrong Siddeley Owners Club Ltd.
Le nom de «Siddeley» a survécu un peu plus longtemps dans l'aviation, dans Hawker Siddeley Aviation et Hawker Siddeley Dynamics avant de se joindre à d'autres pour devenir British Aerospace (BAe) qui, après d'autres fusions, est maintenant BAE Systems.

## Produits

### Automobiles
La première voiture produite par la nouvelle firme était un modèle assez imposant, un 30 ch de 5 litres. [3] Un modèle plus petit de 18 ch est apparu en 1922 et un 2 litres de 14 ch a été introduit en 1923. 1928 a vu les premiers 6 cylindres 15 ch de la compagnie ; 1929 a vu l'introduction d'un modèle de 12 ch. Il s'agissait d'une année pionnière pour la marque, au cours de laquelle elle a offert en option la boîte de vitesses à présélection Wilson ; cette boîte a été livrée en standard sur toutes les voitures à partir de 1933. En 1930, la société a commercialisé quatre modèles, de 12, 15, 20 et 30 ch, le dernier au prix de 1 450 £.
L'image plutôt premium de la marque a été confirmée pendant les années 1930 par l'introduction d'une gamme de voitures six cylindres à moteurs à arbres en tête, bien qu'un quatre cylindres 12 ch ait été maintenu en production jusqu'en 1936. En 1933, le modèle Siddeley Special, 5 litres et six cylindres, a été annoncé, avec un moteur en alliage d'aluminium Hiduminium ; ce modèle coûtait 950 £. La production de voitures a continué à un rythme réduit tout au long de 1940, et quelques exemplaires ont été assemblés en 1941.
La semaine où la Seconde Guerre mondiale s'achevait en Europe, Armstrong Siddeley a présenté ses premiers modèles d'après-guerre. Il s'agissait de la berline Armstrong Siddeley Lancaster à quatre portes et du coupé Hurricane (en) drophead. Les noms de ces modèles faisaient écho aux noms des avions produits par le groupe Hawker Siddeley (le nom adopté par la compagnie en 1935) pendant la guerre. Ces voitures utilisaient toutes deux des moteurs à six cylindres de 2 litres (16 ch), augmentés à 2,3 litres (18 ch) en 1949. De 1949 à 1952, deux variantes commerciales des 18 chevaux ont été produites, principalement pour l'exportation. Le Coupé utility était un utilitaire conventionnel basé sur le coupé, alors que le Coupé station était effectivement un véhicule à cabine double, bien qu'il ne conserve encore que deux portes. Cependant, il y avait deux rangées de sièges pour accueillir jusqu'à quatre adultes. À partir de 1953, la société a produit la Sapphire, avec un moteur de 3,4 litres à six cylindres.
En 1956, la gamme de modèles s'est agrandie avec l'ajout du modèle 234 (un 2.3-litre à quatre cylindres) et du modèle 236 (avec l'ancien moteur de 2,3 litres à six cylindres). La Sapphire 346 arborait une mascotte de capot en forme de Sphinx avec des réacteurs d'avion homonymes Sapphire Armstrong Siddeley. Les Sapphire 234 et 236 pouvaient apparaître comme radicalement différents de l'apparence traditionnelle de Armstrong Siddeley pour certains clients fidèles de la marque. Cependant, en fait, ils étaient simplement trop conservateurs dans une période de développement rapide de la conception automobile. Si la «petite Sapphire» a provoqué le début de la fin pour Armstrong Siddeley, c'était parce que Jaguar venait de lancer la construction de sa berline 2.4 en 1955, plus rapide, nettement moins chère et bien plus élégante que la volumineuse et peu harmonieuse 234 / 236.
Le dernier modèle produit par Armstrong Siddeley était la Star Sapphire de 1958, avec un moteur de 4 litres, et la transmission automatique. Armstrong Siddeley était une victime de la fusion de 1960 avec Bristol. La dernière voiture a quitté l'usine de Coventry en 1960.

#### Liste des modèles
La plupart des modèles Armstrong Siddeley ont été nommés à partir du chiffre de leur puissance fiscale britannique.

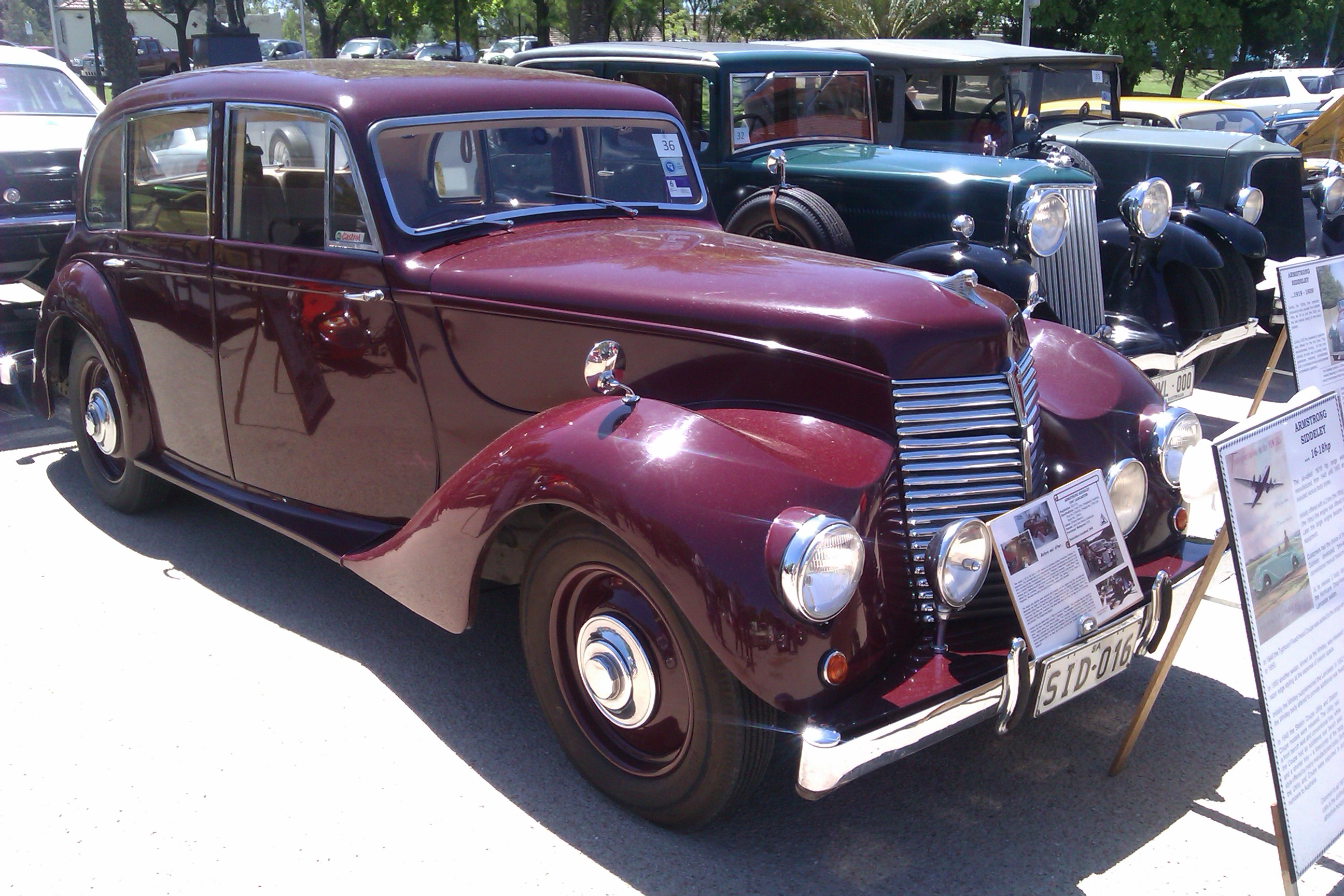
Lancaster six-light saloon

Les modèles postérieurs à 1929 ont souvent bénéficié en option de la transmission à présélection et commande électrique (boîte Wilson).

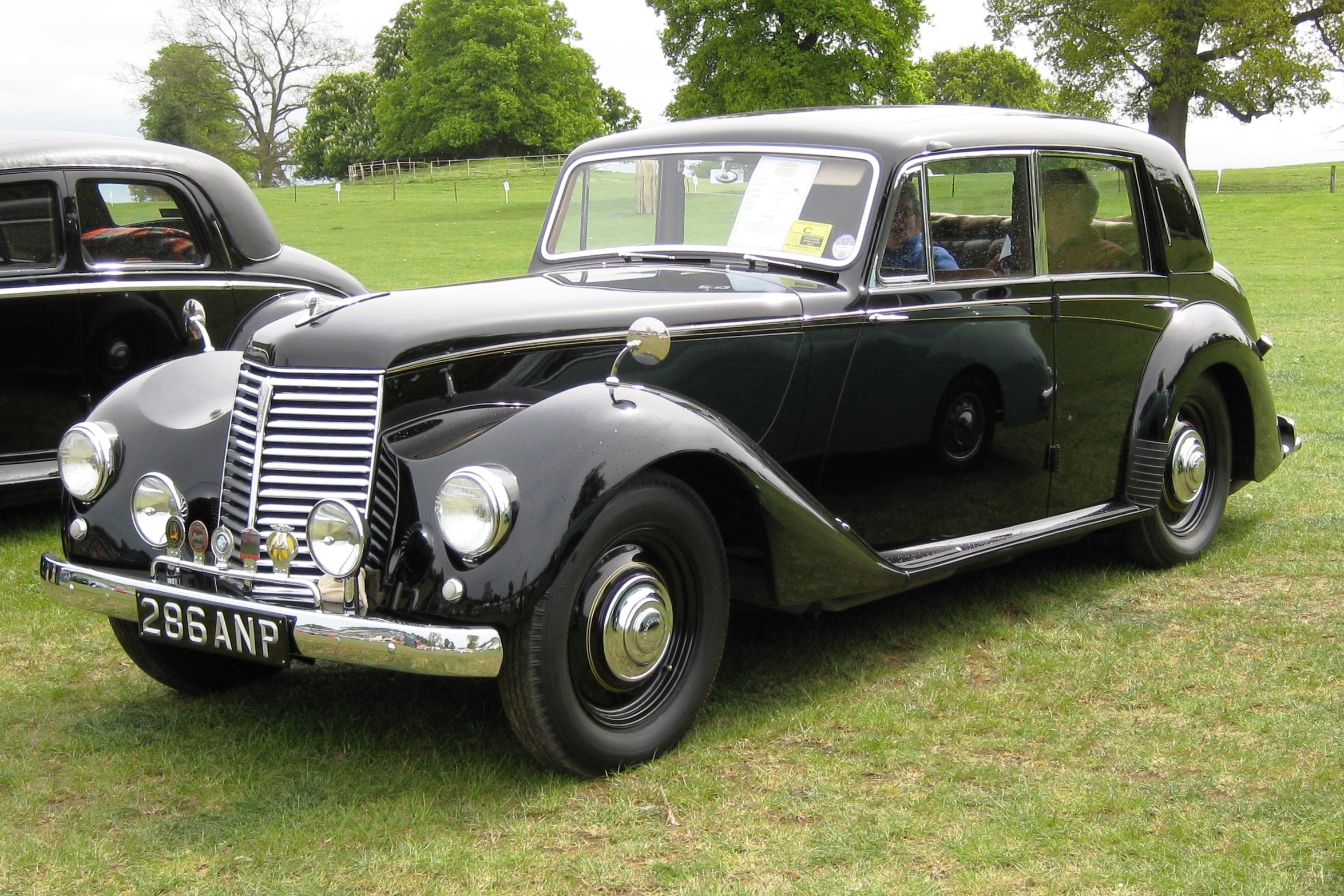
Whitley four-light sports saloon

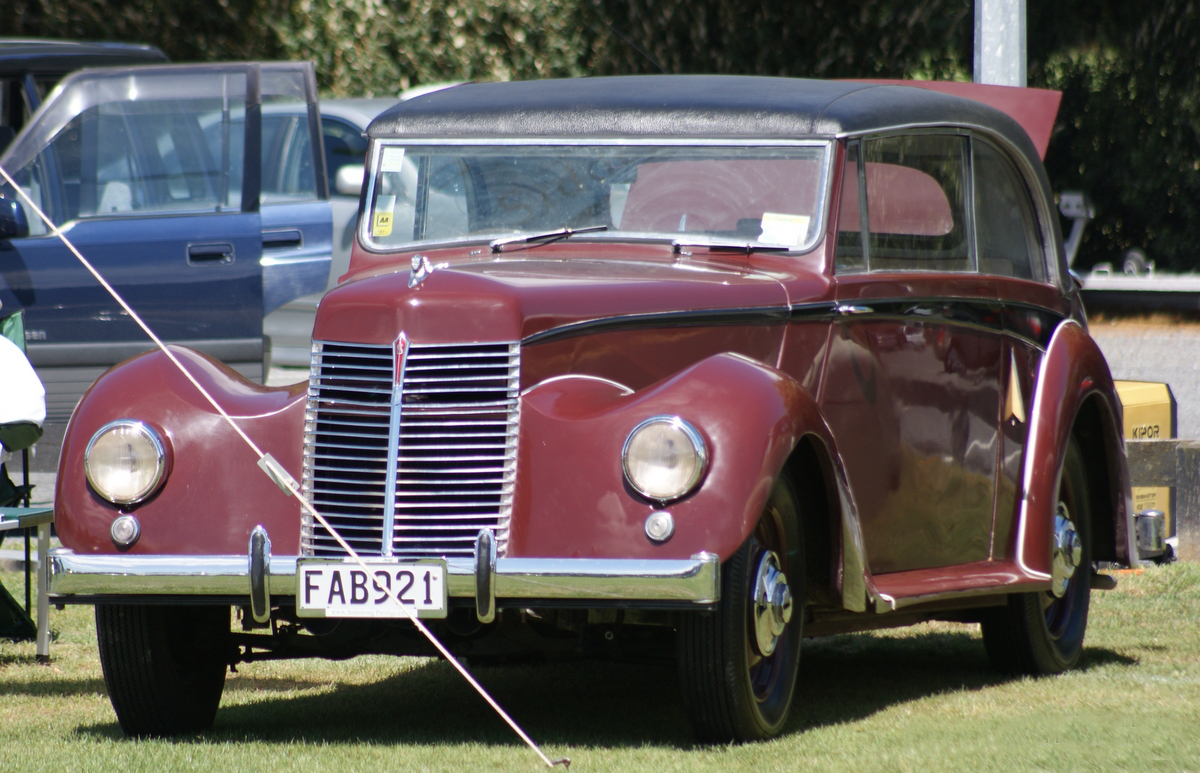
Typhoon fixed head coupé

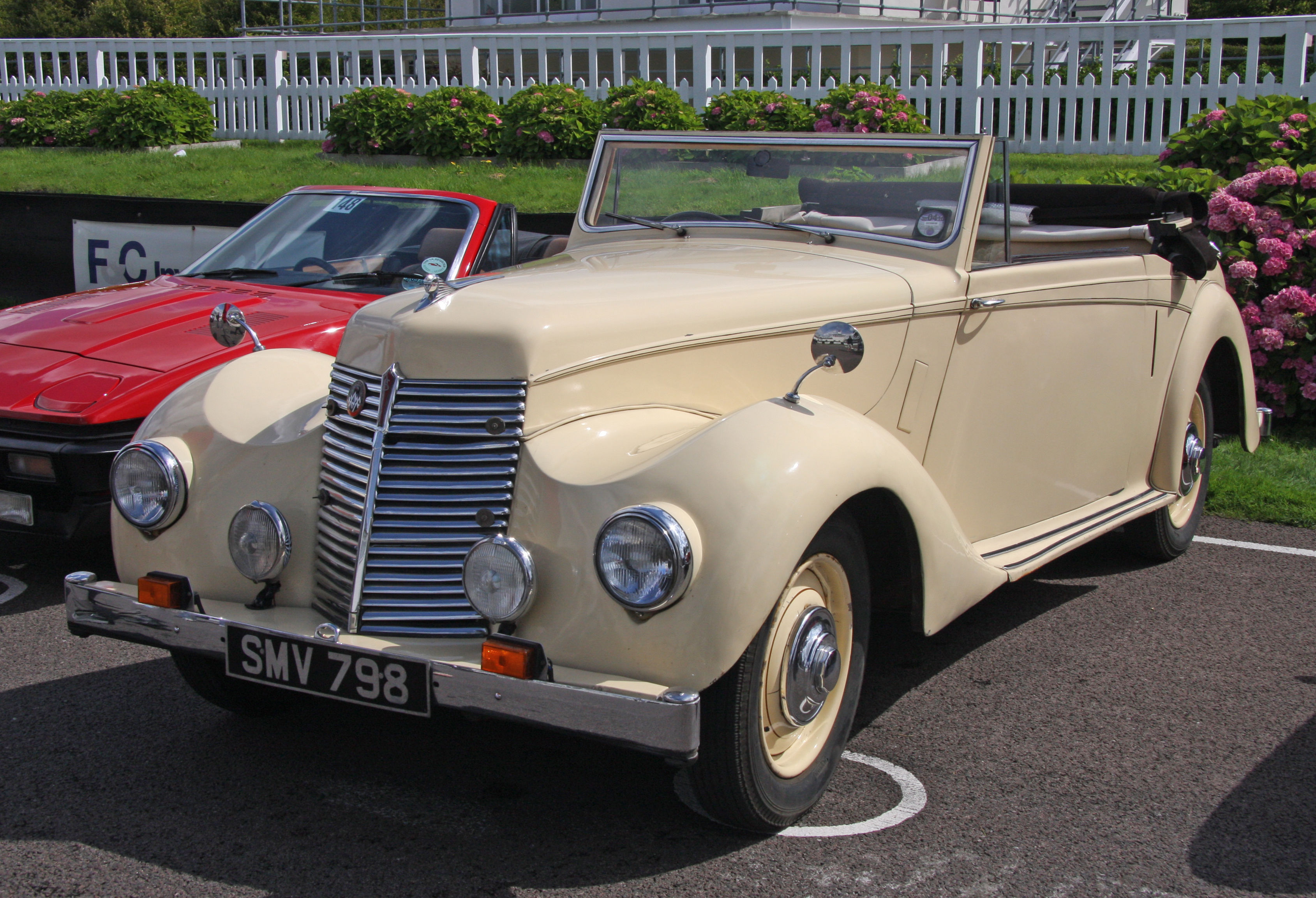
Hurricane drophead coupé

| Modèle              | Type                                                           | Moteur                         | De   | À    | Nombre produit               |
| ------------------- | -------------------------------------------------------------- | ------------------------------ | ---- | ---- | ---------------------------- |
| Thirty              | Variés                                                         | 4 960 cm3                      | 1919 | 1931 | 2 770                        |
| Eighteen            | Variés                                                         | 2 400 cm3                      | 1921 | 1925 | 2 500 y compris 18/50        |
| 18/50 ou 18 Mk.II   | Variés                                                         | 2 872 cm3                      | 1925 | 1926 | 2 500 y compris Eighteen     |
| Four-Fourteen       | Variés                                                         | 1 852 cm3                      | 1923 | 1929 | 13 365                       |
| Twenty              | Châssis long et court                                          | 2 872 cm3                      | 1926 | 1936 | 8 847                        |
| Fifteen             | Tourer, saloon                                                 | 1 900 cm3                      | 1927 | 1929 | 7 203 y compris 15/6         |
| Twelve              | Tourer, saloon, sports                                         | 1 236 cm3 (1 434 cm3 dès 1931) | 1929 | 1937 | 12 500                       |
| 15/6                | Tourer, saloon, sports                                         | 1 900 cm3 (2 169 cm3 dès 1933) | 1928 | 1934 | 7 206 y compris Fifteen      |
| Siddeley Special    | Tourer, saloon, limousine                                      | 4 960 cm3                      | 1933 | 1937 | 253                          |
| Short 17            | Coupe, saloon, sports saloon                                   | 2 394 cm3                      | 1935 | 1938 | 4 260 y compris Long 17      |
| Long 17             | Saloon, tourer, Atalanta sports saloon, Limousine, landaulette | 2 394 cm3                      | 1935 | 1939 | 4 260 y compris Short 17     |
| 12 Plus & 14        | Saloon, tourer                                                 | 1 666 cm3                      | 1936 | 1939 | 3 750                        |
| 20/25               | Saloon, tourer, Atlanta sports saloon Limousine, landaulette   | 3 670 cm3                      | 1936 | 1940 | 884                          |
| 16                  | Saloon, Sports saloon                                          | 1 991 cm3                      | 1938 | 1941 | 950                          |
| Lancaster 16        | Berline 4 portes                                               | 1 991 cm3                      | 1945 | 1952 | 3 597 y compris Lancaster 18 |
| Lancaster 18        | Berline 4 portes                                               | 2 309 cm3                      | 1945 | 1952 | 3 597 y compris Lancaster 16 |
| Hurricane 16 (en)   | Drophead coupé                                                 | 1 991 cm3                      | 1945 | 1953 | 2 606 y compris Hurricane 18 |
| Hurricane 18 (en)   | Drophead coupé                                                 | 2 309 cm3                      | 1945 | 1953 | 2 606 y compris Hurricane 16 |
| Typhoon (en)        | 2-door fixed-head coupé                                        | 1 991 cm3                      | 1946 | 1949 | 1 701                        |
| Tempest (en)        | 4-door fixed-head coupé                                        | 1 991 cm3                      | 1946 | 1949 | 6                            |
| Whitley 18          | Various                                                        | 2 309 cm3                      | 1949 | 1953 | 2 624                        |
| Sapphire 346        | Berline 4 portes & Limousine                                   | 3 435 cm3                      | 1952 | 1958 | 7 697                        |
| Sapphire 234        | Berline 4 portes                                               | 2 290 cm3                      | 1955 | 1958 | 803                          |
| Sapphire 236        | Berline 4 portes                                               | 2 309 cm3                      | 1955 | 1957 | 603                          |
| Star Sapphire       | Berline & Limousine                                            | 3 990 cm3                      | 1958 | 1960 | 980                          |
| Star Sapphire Mk II | Berline & Limousine                                            | 3 990 cm3                      | 1960 | 1960 | 1                            |

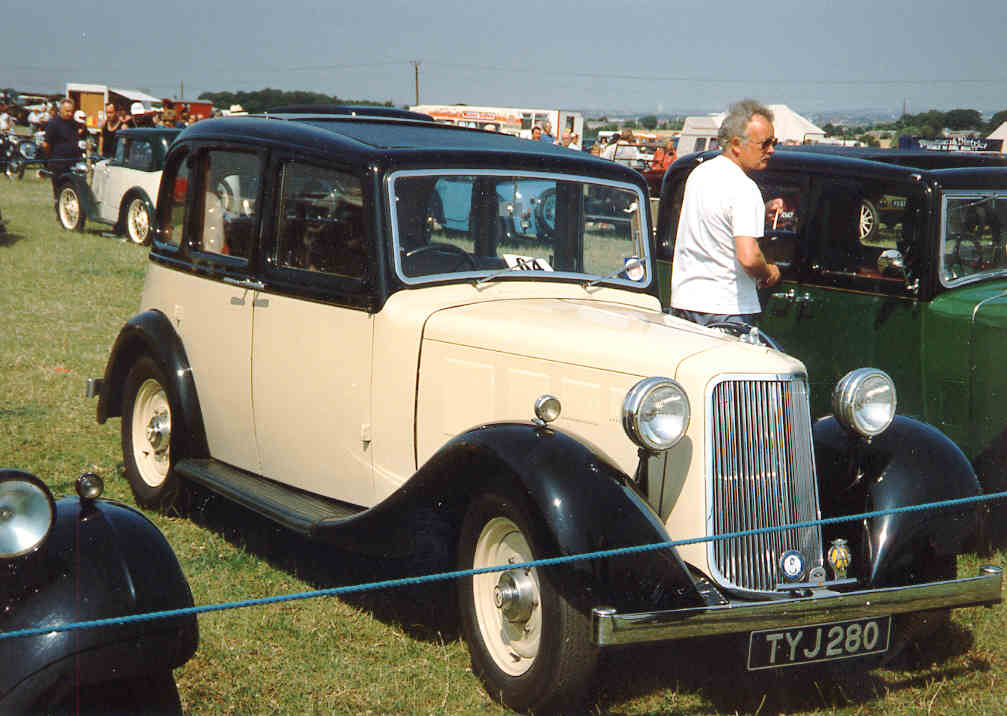
Twelve 1½-litre
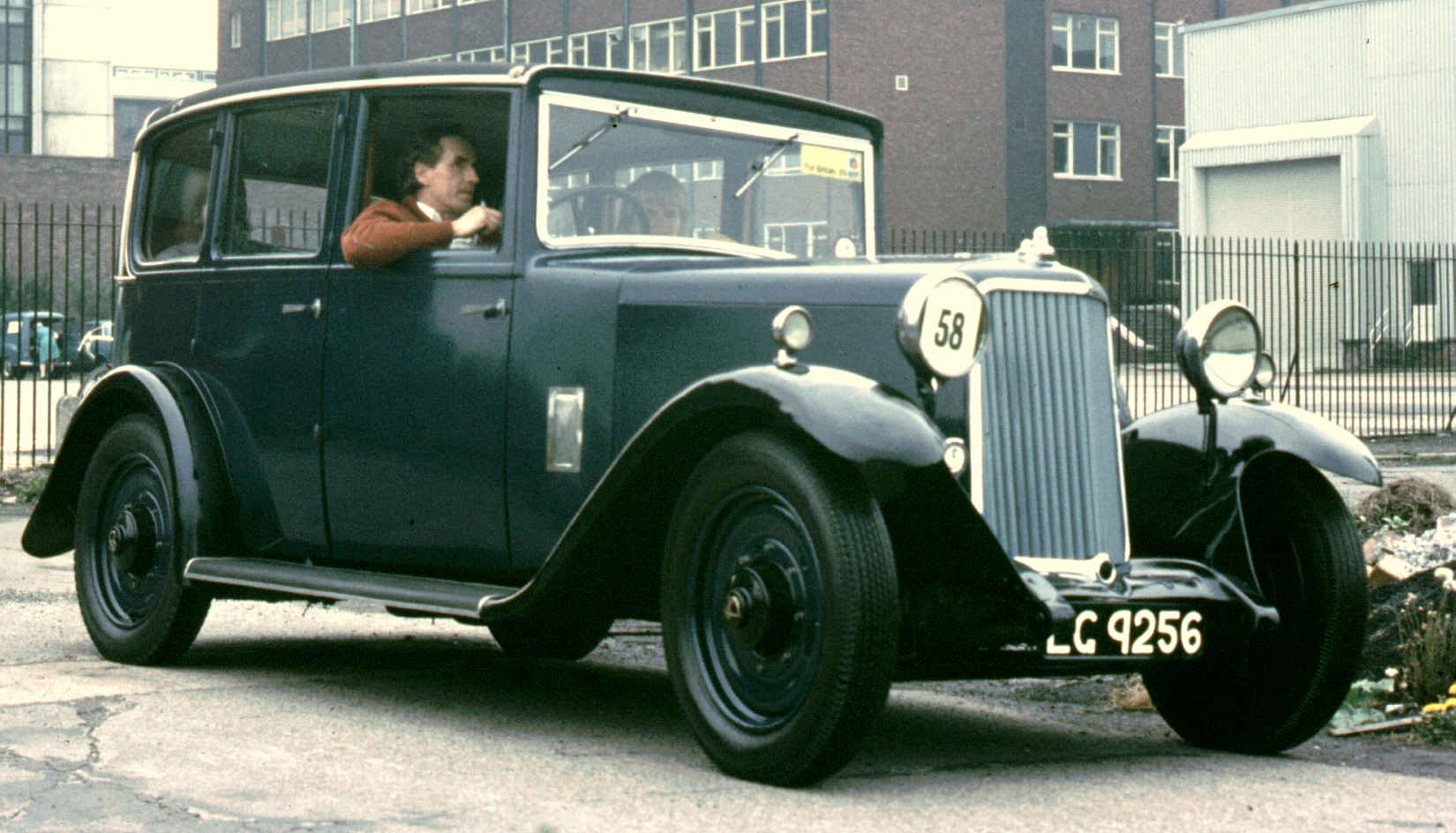
Fifteen 2-litre
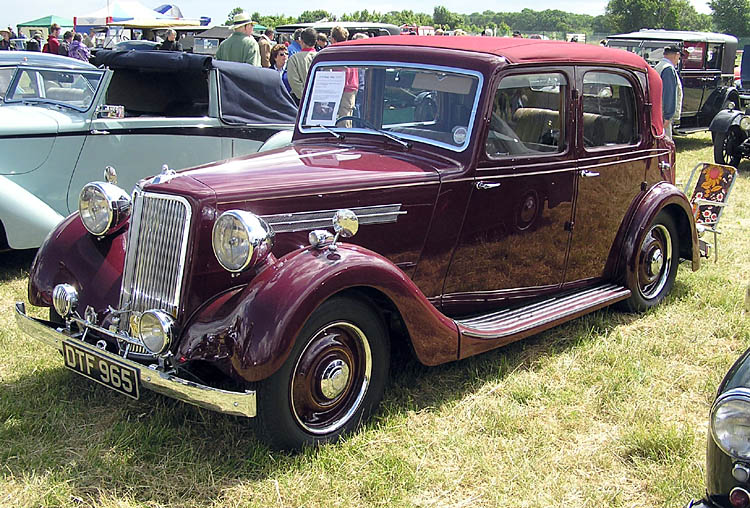
Sixteen 2¼-litre
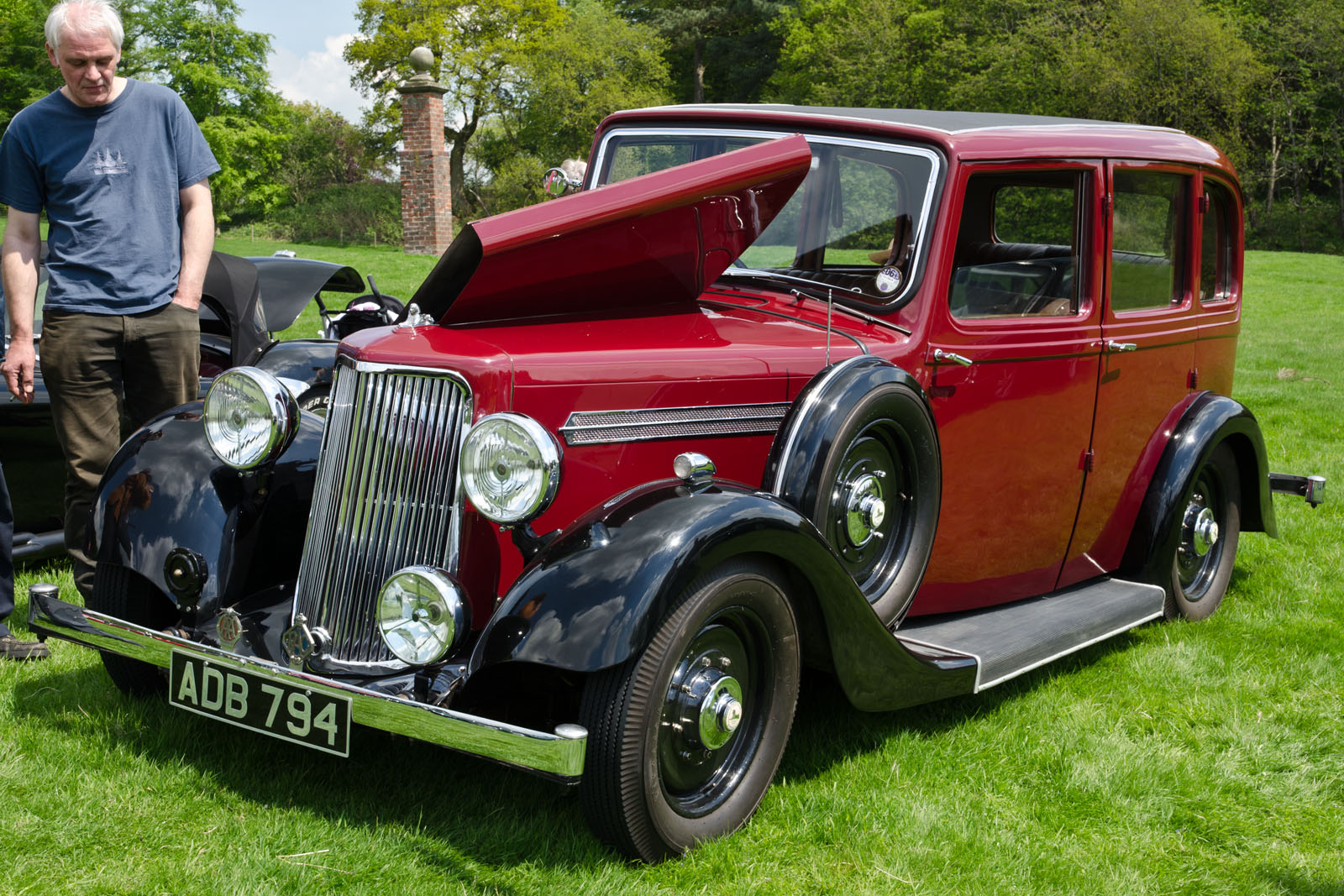
Seventeen 2½-litre
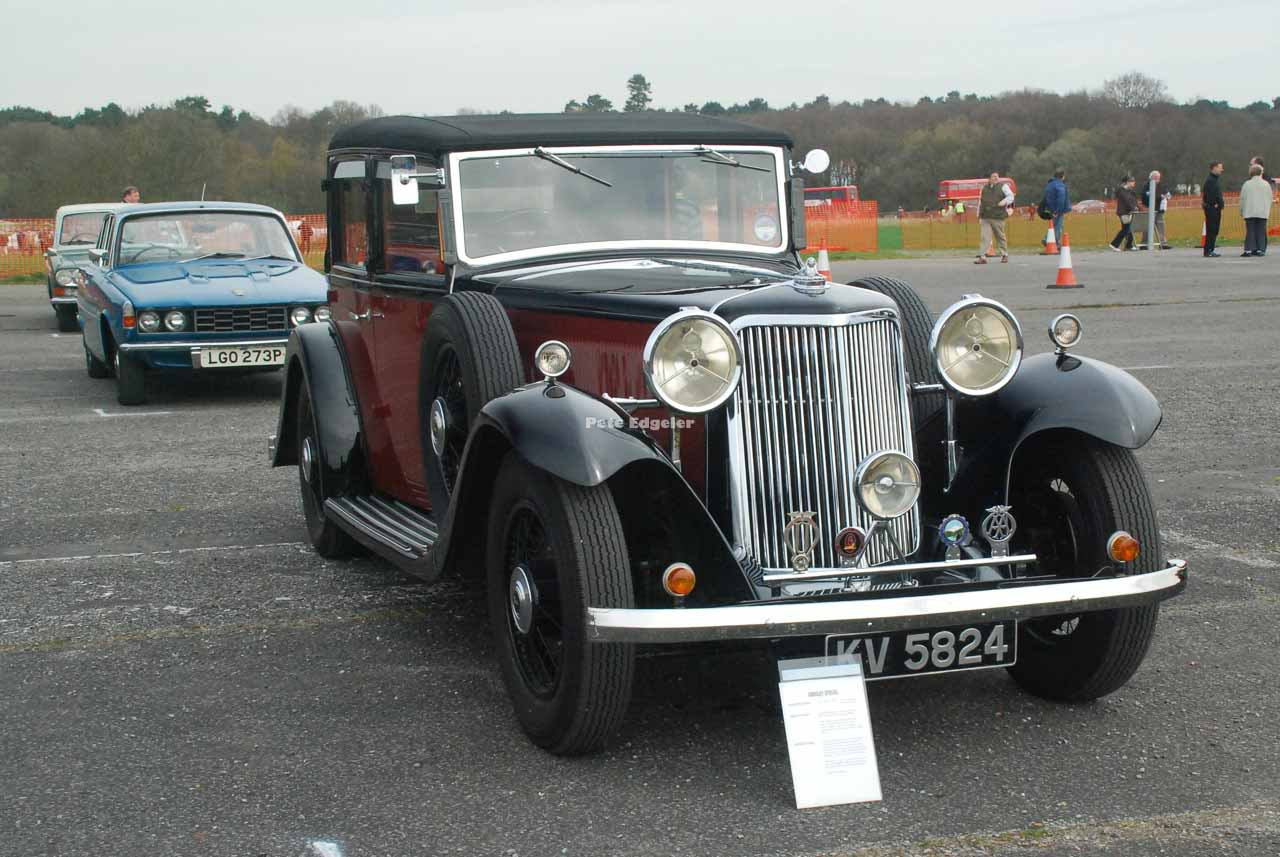
Thirty 5-litre
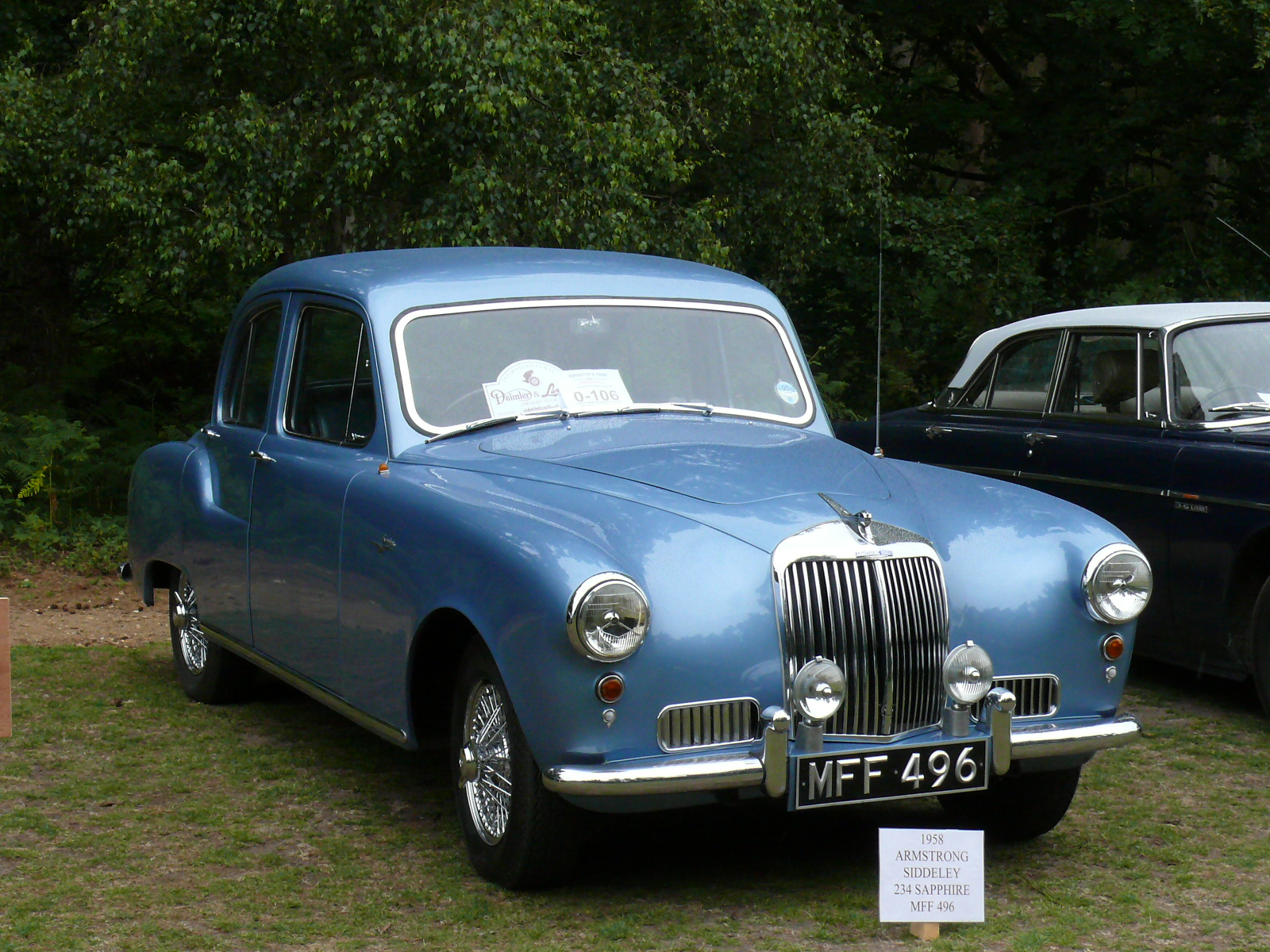
Sapphire 234 2.3-Litre 4-cylinder
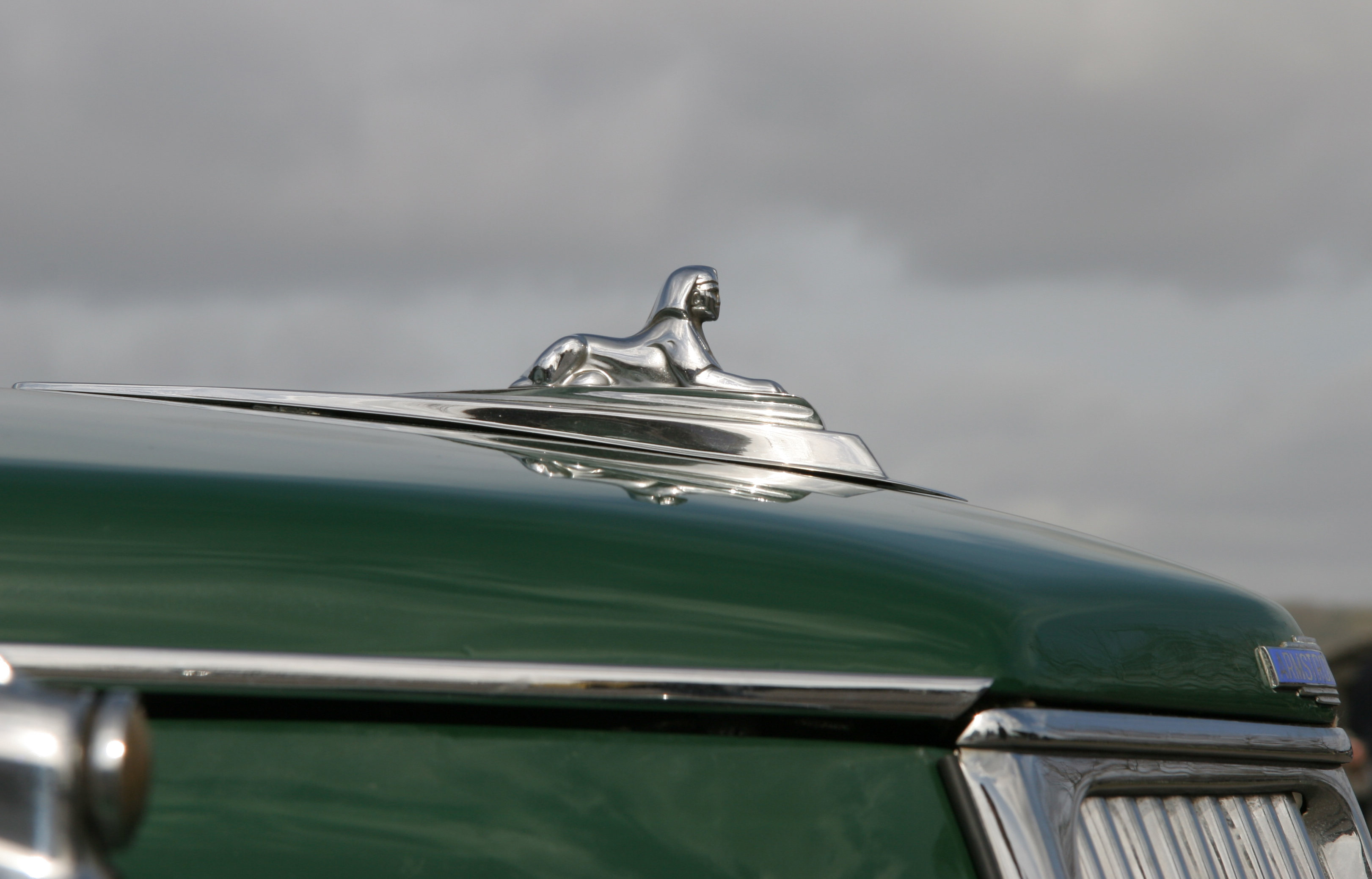
Armstrong Siddeley's sphinx
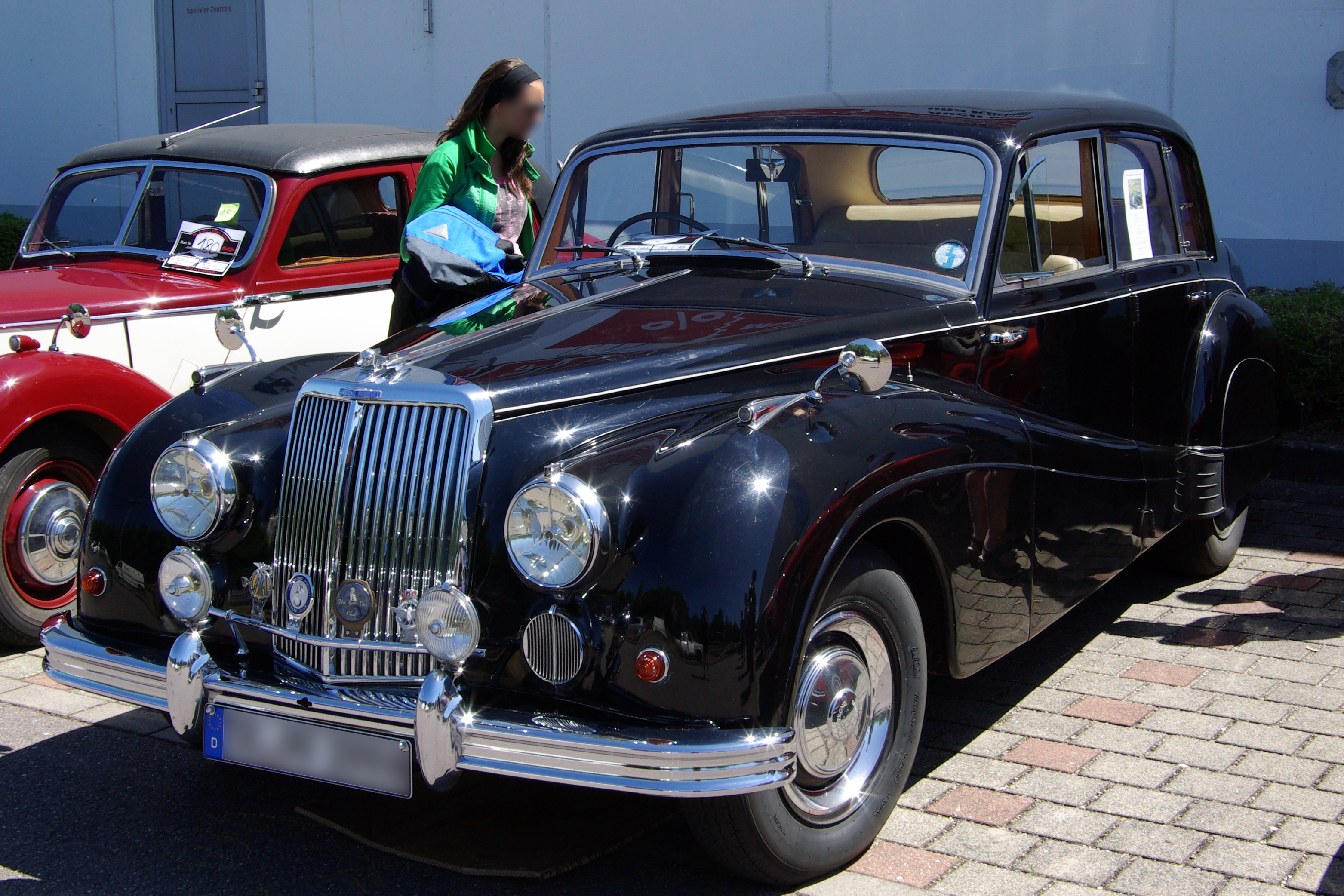
Sapphire 346 3.4-Litre 6-cylinder
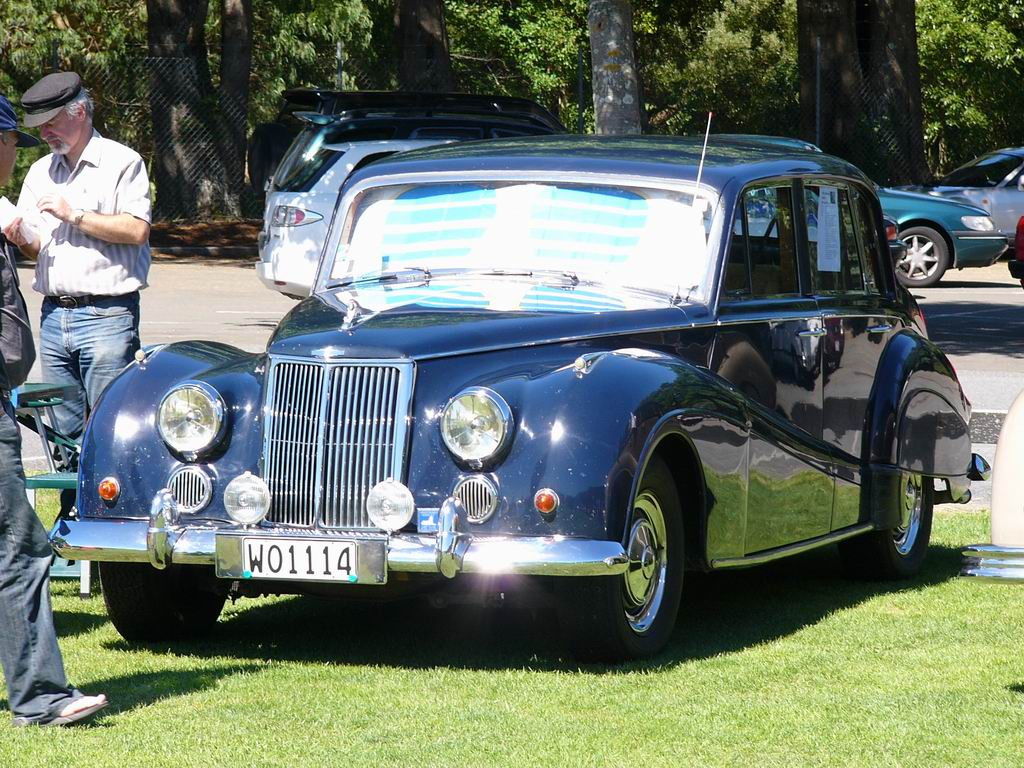
Star Sapphire 4-Litre 6-cylinder
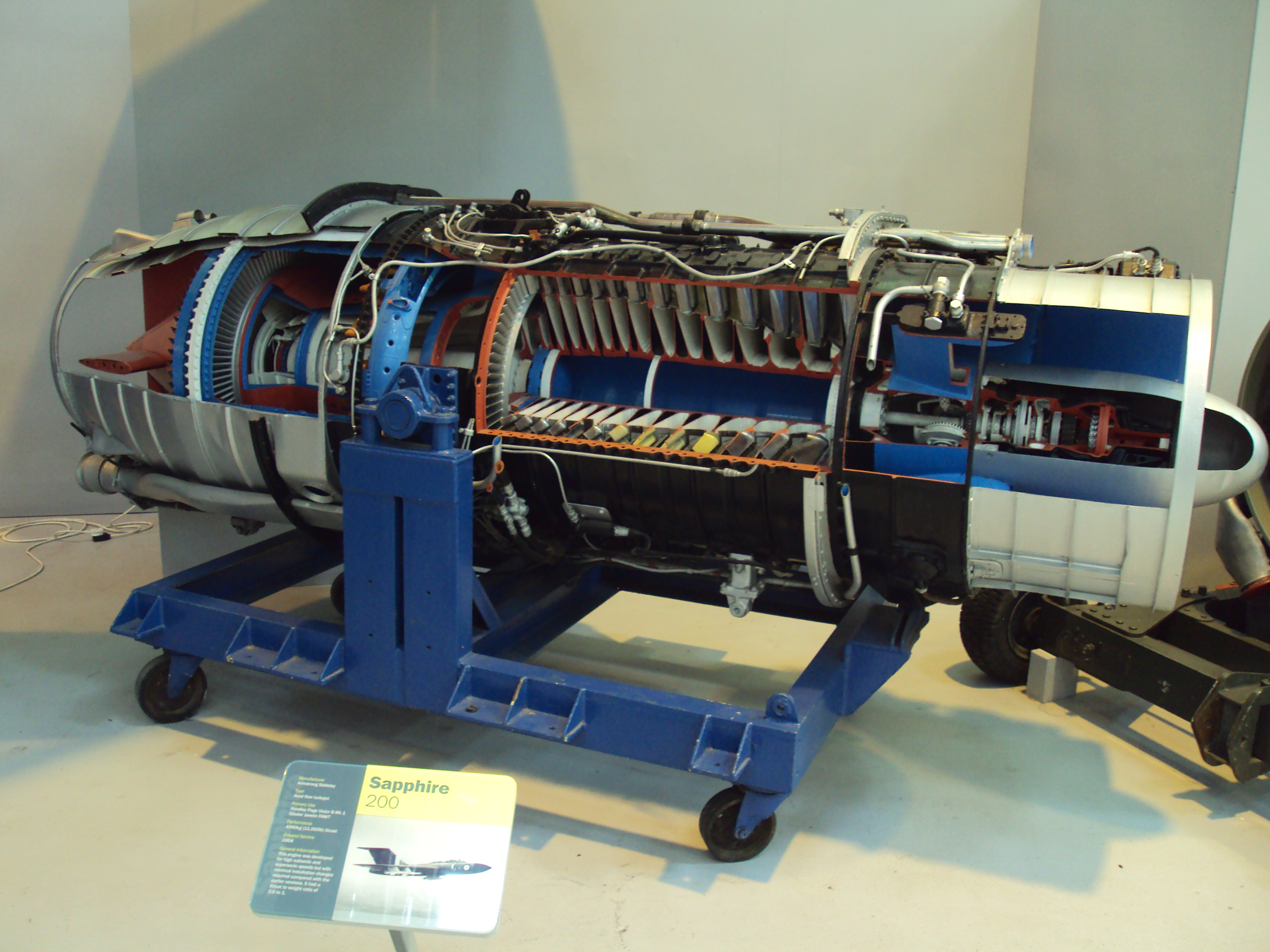
Sapphire 200 turbojet

#### Clubs
Comme pour beaucoup de voitures britanniques de l'époque, il existe des clubs de propriétaires actifs qui soutiennent leur utilisation dans plusieurs pays, p. ex. le Royaume-Uni, l'Australie, la Nouvelle-Zélande, les Pays-Bas et l'Allemagne. L'Armstrong Siddeley Owners Club Ltd (ASOC Ltd) a des membres dans le monde entier, et de nombreux membres de l'ASCC en Australie sont résidents à l'étranger. Au Royaume-Uni, l'Armstrong Siddeley Owners Club Ltd publie un magazine mensuel pour les membres, nommé «Sphinx». En Australie, le Armstrong Siddeley Car Club publie «Southern Sphinx» six fois par an. Aux Pays-Bas, ASOC Dutch publie également six fois par an, et en Nouvelle-Zélande, l'Armstrong Siddeley Car Club en Nouvelle-Zélande publie chaque mois Sphinx-NZ. De plus amples détails peuvent être obtenus auprès du secrétaire ou via les sites web ASOC Ltd et ASCC Australie.

## Moteurs aéronautiques
Tout au long des années 1920 et 1930, Armstrong Siddeley a produit une gamme de moteurs radiaux d'avion de faible et moyenne puissance, tous désignés avec des noms de fauves.
- Armstrong Siddeley Cheetah 1935 7-cylindre en étoile
- Armstrong Siddeley Civet (en) 1928 7-cylindre en étoile
- Armstrong Siddeley Cougar (en) 1945 9-cylindre en étoile, pas produit
- Armstrong Siddeley Deerhound (en) 1935 21-cylindre en triple étoile, pas produit
- Armstrong Siddeley Genet (en) 1926 5-cylindre en étoile
- Armstrong Siddeley Genet Major (en) 1928 5-cylindre en étoile
- Armstrong Siddeley Hyena (en) 1933 15-cylindre en triple étoile expérimental
- Armstrong Siddeley Jaguar 1923 14-cylindre en double étoile
- Armstrong Siddeley Leopard (en) 1927 14-cylindre en double étoile
- Armstrong Siddeley Lynx 1920 7-cylindre en étoile
- Armstrong Siddeley Mongoose 1926 5-cylindre en étoile
- Armstrong Siddeley Ounce 1920 2-cylindre à plat
- Armstrong Siddeley Panther (en) 1929 14-cylindre en double étoile
- Armstrong Siddeley Serval 1928 10-cylindre en double étoile
- Armstrong Siddeley Tiger 1932 14-cylindre en double étoile compressé
- Armstrong Siddeley ASX 1945 turboréacteur à flux axial
- Armstrong Siddeley Python 1945 turbopropulseur, aussi appelé ASP
- Armstrong Siddeley Double Mamba 1949 Deux Mamba reliés par la boite de vitesses
- Armstrong Siddeley Mamba 1946 turbopropulseur
- Armstrong Siddeley Sapphire 1948 turboréacteur
- Armstrong Siddeley Adder 1948 turboréacteur
- Armstrong Siddeley Viper 1951 turboréacteur
- Armstrong Siddeley Snarler 1950 moteur fusée

## Moteurs diesel
En 1946, Armstrong Siddeley a produit ses premiers moteurs diesel. C'était des moteurs à vitesse moyenne pour usage industriel et agricole. Initialement, il y avait un moteur monocylindre produisant 5 ch (3,7 kW à 900 tr/min), de cylindrée 988 cm3, et une version bicylindre. La puissance et la vitesse ont été progressivement augmentées. À la fin de 1954, le moteur monobloc produisait 11 ch (8,2 kW) à 1 800 tr/min et le double-cylindre 22 ch (16,4 kW) à la même vitesse. En 1955, la gamme a été étendue avec l'introduction d'un moteur 3 cylindres de 33 ch (24,6 kW).
Les moteurs ont été construits à l'usine d'Armstrong Siddeley à Walnut Street, Leicester jusqu'à ce que l'usine ferme en août 1957. La production a été transférée à l'usine d'Armstrong Siddeley (Brockworth) Ltd dans le Gloucestershire, puis en 1958 à l'usine de Petters Limited à Staines, Middlesex. Les moteurs construits par Petters ont été désignés AS1, AS2 et AS3 pour les distinguer des autres produits de cette société. La production a pris fin en 1962, lorsque Petters a introduit une gamme de remplacement de petits moteurs diesel légers à haute vitesse refroidis par air.
En avril 1958, la société a obtenu une licence pour construire les moteurs diesel à grande vitesse de la série MD de Maybach. Plusieurs centaines ont été construits par Bristol Siddeley Engines Ltd après que cette compagnie ait repris les activités de fabrication d'Armstrong Siddeley en 1959.